# Джиллетт, Пенн
Пенн Фре́йзер Джи́ллетт (англ. Penn Fraser Jillette; род. 5 марта 1955[…], Гринфилд, Массачусетс) — американский иллюзионист, комедиант, музыкант, актёр и писатель. Широкую известность получил вместе с Теллером после начала их сотрудничества в качестве дуэта. Также известен пропагандированием атеизма, научного скептицизма, либертарианства (анархо-капитализм) и принципа невмешательства.

## Ранние годы
Пенн Фрейзер Джиллетт родился 5 марта 1955 года в городе Гринфилд, штата Массачусетс. Мать, Вальда Рут Джиллетт (урожденная Паркс; 1909—2000), работала секретарём, а его отец, Сэмуэль Герберт Джиллетт (1912—1999), был работником тюрьмы имени Франклина, округ Гринфилд. 
В возрасте 16 лет Пенн полностью прочитал Библию, после чего стал атеистом. Пастор держал его в молодёжной религиозной группе около года, пока не сказал родителям: «Ваш сын лучше справляется с обращением детей в атеизм, чем я в христианство», — и попросил их больше не приходить в церковь. Джиллетт разочаровался в традиционных иллюзионистских актах, которые подчас выдавали за подлинную магию. Но в восемнадцатилетнем возрасте он увидел трюки Джеймса Рэнди, был очарован его подходом к магии, который открыто признавал обман как развлечение, а не как некую сверхъестественную силу. Джиллетт регулярно признаётся, что любит Рэнди больше всех на свете, за исключением членов своей семьи.
После окончания старшей школы в 1973 году Пенн работал вместе со своим одноклассником Майклом Мошеном над разработкой выступления с жонглированием. В 1974 году, Джиллетт окончил колледж клоунов имени братьев Ринглинг и Барнума и Бейли. 10 апреля того же года, он познакомился с Теллером, через их общего знакомого Уэйра Крисмера. Они стали трио, именуемым «Asparagus Valley Cultural Society» и начали выступать в городе Амхерст, а также в Сан-Франциско. 
В 1981 году, когда Пенн вместе с Теллером отделились от Крисмера — они начали успешно выступать в качестве дуэта иллюзионистов Пенн и Теллер на Офф-Бродвее, а позже и на самом Бродвее, часто устраивали национальные гастроли.

## Карьера
Несмотря на успех в Офф-Бродвее, в 1988 году Пенн вошёл в состав музыкального трио «Бонго, Бас и Боб» (Пенн играл на бас-гитаре, Дин Дж. Сил играл на бонго, а Роб (Боб) Элк (Бегущий Лось) — на гитаре). Роб и Дин основали комедийный дуэт акапелла после того, как группа распалась из-за занятости Пенна на киносъёмках, выпустив лишь один альбом.
В 1990-х годах Джиллетт был основным диктором в американской кабельной сети Comedy Central.
Джиллетт некоторое время был автором PC/Computing, ныне прекратившей своё существование, ведя регулярную колонку с 1990 по 1994 годы.
В 1994 году Джиллетт купил дом в Лас-Вегасе и назвал его «Тюряга» (англ. The Slammer). Этот дом был показан в десятках телевизионных шоу и передач и был спроектирован его другом Колином Саммерсом. Кроме того, в своём доме Пенн создал Винтажную Ню-Студию, спроектированной Outside The Lines Studio и построенной Crisci Custom Builders к июлю 2004 года. Данная студия предназначена для карточных игр из коллекции карт, собранных Джиллеттом, дизайн студии специально подобран, чтобы соответствовать коллекции и имеет своеобразный «магический» смысл. Джиллетт использует её как музыкальную студию, ранее проводил в ней прямую трансляцию радио Свободное FM, с 2012 года студия используется для вещания «Воскресной школы Пенна» (англ. Penn's Sunday School).
В 1996 году у Пенна была эпизодическая роль Дрелла, главы Совета Магов, в сериале «Сабрина — маленькая ведьма». Он и Теллер появились в пилотной серии с Дебби Харри, которая играла роль третьего члена Совета. Сериал был создан другом Джиллетта Неллом Скавеллом.
Пенн и Теллер появляются как комики Рибо и Зути в эпизоде пятого сезона сериала «Вавилон-5», «День мёртвых», сценарий к которому был написан Нилом Гейманом.
В течение непродолжительного времени в 1997 году Джиллетт писал рассылки для поисковой системы Excite.com. Каждый столбец он заканчивал содержательным комментарием, имеющим отношение к их творческому коллективу с Теллером (Например: «Пенн Джиллетт является той половиной Пенна и Теллера, которую задерживают в аэропортах»). У Джиллетта вошло в привычку связывать слова со своей интернет-колонкой «дурацких» сайтов, которые, как правило, не имели ничего общего с реальными словами. Данные колонки больше не доступны на сайте Excite.com, но опубликованы с разрешения вышеуказанного сайта на PennAndTeller.com.
В период с 2003 по 2010 годы вместе со своим партнёром по сцене Теллером организовывал и проводил шоу «Пенн и Теллер: Чушь собачья!» на Showtime. Целью шоу являлись анализ культурных явлений, развенчивание мифов, критика людей и аспектов жизни общества, которые они считали «чушью».
В 2005 году был сопродюсером и соавтором фильма «Аристократы» вместе с актёром Полом Провенца. Фильм получил статус документального, в нём описывается жизнь «аристократов» в виде грязной шутки.
С 3 января 2006 года по 2 марта 2007 года Джиллетт совместно со своим коллегой атеистом, скептиком и жонглёром Майклом Гоудеа проводил прямое включение на радиостанции Свободное FM. Наиболее заметными повторяющимися сегментами трансляции были «Обезьяний Вторник» и «Притяжение Хорька». 2 марта 2007 года Джиллетт объявил, что больше не будет заниматься радиотрансляцией, так как считает себя «слабаком в шоу-бизнесе», и решил проводить больше времени со своими детьми Золтеном и Мокси.
В течение телевизионного сезона 2006/2007 года Джиллетт снимался в прайм-тайм игрового шоу Identity на NBC-TV.
В 2009 году Джиллетт зачитал часть текста в песне пакистанского рэпера Адиль Омара. Песня называется «Spookshow» и продюсирована диджеем Solo of Soul Assassins. Лирика осуждает религиозный экстремизм и поощряет скептицизм.
По состоянию на 4 сентября 2011 года книга Джиллетта «Боже, нет! Симптомы того, что вы, возможно, стали атеистом, и другие Магические сказки» продержалась неделю в списке бестселлеров по версии New York Times.
Как заядлый басист, Пенн часто сопровождает джазового пианиста Майка Джонса, который открывает магическое шоу в Лас-Вегасе.
Пенн и Теллер были признаны «Магами года» по версии The Magic Castle в 1995 и 2012 годах. 5 апреля 2013 года Пенн и Теллер были удостоены звезды на голливудской «Аллее славы» в категории «живое исполнение». Их звезда является 2494-й по счёту и находится рядом со звездой Гарри Гудини.
C 2014 года принимает участие в шоу, снимаемом скрытой камерой, в жанре «уличной магии» (англ. Penn Jilette's Street Cred).

## Личная жизнь и взгляды
Несмотря на то, что Джиллетт утверждает, что никогда не пробовал лёгкие наркотики или алкоголь, он является сторонником легализации всех наркотиков и прекращения войны с наркотиками.
Джиллетт является атеистом, либертарианцем (он также заявил, что его можно считать анархо-капиталистом) и скептиком, к тому же он приверженец объективистской философии Айн Рэнд, как указано на его подкасте Penn Says. Джиллетт является сотрудником либертарианского аналитического центра Институт Катона, заявив, что он «всегда» голосует за либертарианцев. В январе 2007 года Джиллетт принял вызов Богохульства, продвигаемого Rational Response Squad (рус. Отряд рациональных ответных мер) для публичного отрицания существования святого духа. Его автомобильные номерные знаки читаются как «atheist» (атеист), «nogod» (бога нет) и «godless» (безбожный). «Как ни странно, мне не выдают номерной знак „Infidel“ (неверный)», — отмечает он.
Джиллетт Пенн указывает на взаимосвязь либертарианства и атеизма, на то, что необразованное и непросвещённое общество, в котором принципы религии и суеверия навязываются властью, является причиной нестабильности. Одним из выходов из этой ситуации он видит доступный интернет, который будет являть собой необходимую образовательную функцию. Пенн отмечает ненужные в современное время финансирования, направленные на усиление тюремного контроля и вооружения, он считает, что подобная деятельность должна быть направлена в мирное русло, но он «не имеет понятия», как в этом случае должно вести себя правительство.
В 2005 году он написал и прочитал эссе для National Public Radio, утверждая, что он был «за атеизм. Атеизм заключается в неверии в Бога. <…> Я считаю, что Бога нет». Его атеизм, как он пояснил, диктует каждый аспект его жизни и мыслей, что важно для него так же, как и теистические убеждения, если бы он был набожным. Он использует понятие «вера» в отрыве от Бога, так как считает, что нужно давать больше возможностей для рядовой веры по отношению к народу, истине, красоте и к другим объектам и понятиям. Джиллетт поощряет и даже приветствует открытое обсуждение, дебаты и прозелетизм касательно вопроса о существовании Бога, считая, что этот вопрос является слишком важным, чтобы обсуждать его наедине с кем-либо. Касательно вопроса существования религии, он говорит о том, что религия должна уйти, не оставив себе замены, религия не является диктатором морали, а атеизм не является религией вопреки некоторому мнению, отмечая, что мы можем не нуждаться в атеизме, но обязаны избавиться от религии. Джиллетт, однако, не отвергает всех, кто верит в Бога: в 2008 году в подкасте Penn Says он выражал свою признательность за вентилятор, который подарили ему в мешочке Библии Гедеона после выступления, потому что он понял, что человек проявил искреннюю заботу о нём. Пенн составил своеобразный аналог десяти заповедям, положив в основу свои атеистические принципы.
Среди родственников Джиллетта, как указывает он сам, многие были атеистами, его мать призналась в атеистических взглядах к восьмидесяти годам, а его отец всю жизнь был христианином, но никогда не оказывал на него давления, так как не считал это действующей мерой.
Джиллетт заявил, что существует достаточно информации, чтобы принять обоснованное решение по проблеме глобального потепления, что это эмоции по сравнению с проблемой логики. Рассматривая проблему насилия, Джиллетт Пенн отмечает, что стал бы использовать оружие лишь в случае вопиющего насилия, как, к примеру, террористические атаки, но в рядовых случаях считает его неуместным, так как желает относиться к другим так, как другие бы относились к нему.
Пенн поддержал Гэри Джонсона на выборах президента США 2012 года. Выбирая кандидатуру Джонсона Пенн знал, что это проигрышный выбор, но он считает, что при выборе двух зол (подразумевая партии республиканцев и демократов), когда выбираешь меньшее, зла становится только больше. В связи с этим он предпочитает выбрать достойного кандидата, но проиграть, чем выбирать одно из зол, которое рано или поздно проявит себя не с лучшей стороны.
Вместе с женой воспитывают двух детей: дочь Мокси КраймФайтер (род. 03.06.2005) и сына Золтена Пенна (род. 22.05.2006).

## Актёрские работы
| Год       |     | Русское название                           | Оригинальное название                        | Роль                        |
| --------- | --- | ------------------------------------------ | -------------------------------------------- | --------------------------- |
| 1985      | ф   | Остров дикарей                             | Savage Island                                | охранник                    |
| 1985      | с   | Полиция Майами: Отдел нравов               | Miami Vice                                   | Джимми Борджес              |
| 1986      | ф   | Мой шофёр                                  | My Chauffeur                                 | Боун                        |
| 1986      | ф   | Не в своей тарелке                         | Off Beat                                     | Норман                      |
| 1987      | ф   | Крутые ребята не танцуют                   | Tough Guys Don't Dance                       | Большой Ступ                |
| 1988      | мф  | Гандахар                                   | Gandahar                                     | Главный Искажённый          |
| 1989      | ф   | Пенн и Теллер: Сделай так, чтоб тебя убили | Penn & Teller Get Killed                     | Пенн Джиллетт               |
| 1994      | с   | Лоис и Кларк: Новые приключения Супермена  | Lois & Clark: The New Adventures of Superman | Даррин Ромик                |
| 1994      | ф   | Машина 54, где вы?                         | Car 54, Where Are You?                       | Лютер                       |
| 1995      | с   | Виртуальная реальность                     | VR.5                                         | Г-н Оруэлл Кравиц           |
| 1995      | ф   | Хакеры                                     | Hackers                                      | Хэл                         |
| 1995      | мф  | История игрушек                            | Toy Story                                    | телеведущий                 |
| 1995      | с   | Шоу Мокси                                  | The Moxy Show                                | Фли                         |
| 1995      | ф   | Последний вызов Бёрнзи                     | Burnzy's Last Call                           | диджей на радио             |
| 1995—1997 | с   | Шоу Дрю Кери                               | The Drew Carey Show                          | Арчибальд Фенн              |
| 1996      | с   | Шоу Дана Карви                             | The Dana Carvey Show                         | главный комедийный ведущий  |
| 1996      | ки  | Кресло режиссёра Стивена Спилберга         | Steven Spielberg's Director's Chair          | Лерой Пейн                  |
| 1996—1997 | с   | Сабрина — маленькая ведьма                 | Sabrina The Teenage Witch                    | Дрелл, глава Совета Магов   |
| 1997      | с   | Друзья                                     | Friends                                      | продавец                    |
| 1997      | тф  | Бумажный комикс: Джим Брюэр                | Pulp Comics: Jim Breuer                      | ведущий                     |
| 1997      | ф   | Жизнь продаётся отдельно                   | Life Sold Separately                         | Фред                        |
| 1998      | с   | Вавилон-5                                  | Babylon 5                                    | Рибо                        |
| 1998      | с   | Дарма и Грег                               | Dharma & Greg                                | Винсент                     |
| 1998      | ф   | Страх и ненависть в Лас-Вегасе             | Fear and Loathing in Las Vegas               | Карни Толкер                |
| 1998      | ки  | Сабрина, маленькая ведьма: Зачарованная    | Sabrina, the Teenage Witch: Spellbound       | Дрелл                       |
| 1999      | с   | Большой ремонт                             | Home Improvement                             | Пенн Джиллетт               |
| 1999      | с   | Девушки с характером                       | V.I.P.                                       | Пенн Джиллетт               |
| 1999      | тф  | Звезда по имени Хэйли Вагнер               | Hayley Wagner, Star                          | режиссёр                    |
| 1999—2000 | мс  | Фабрика Микки Мауса                        | Mickey Mouse Works                           | Дьявольский Плуто           |
| 1999—2011 | мс  | Симпсоны                                   | The Simpsons                                 | Пенн Джиллетт               |
| 2000      | ф   | Вымышленный страх                          | Fear of Fiction                              | Альберт                     |
| 2000      | ф   | Ничего святого                             | Nothing Sacred                               | безымянная роль             |
| 2001      | с   | Журнал мод                                 | Just Shoot Me!                               | Терри                       |
| 2001—2002 | мс  | Мышиный дом                                | House of Mouse                               | Дьявольский Плуто           |
| 2003      | с   | Лас Вегас                                  | Las Vegas                                    | Пенн Джиллет                |
| 2003—2010 | с   | Пенн и Теллер: Чушь собачья!               | Penn & Teller: Bullshit!                     | Пенн Джиллет                |
| 2004      | с   | Подруги                                    | Girlfriends                                  | Клем Валеско                |
| 2004      | с   | Западное крыло                             | The West Wing                                | Пенн Джиллет                |
| 2007      | мс  | Умелец Мэнни                               | Handy Manny                                  | Волшебный Марти             |
| 2009      | тф  | Ларри-кабельщик: Захватывающее Рождество   | Larry the Cable Guy's Christmas Spectacular  | призрак нынешнего Рождества |
| 2009      | в   | Футурама: В дикие зелёные дали             | Futurama: Into the Wild Green Yonder         | Пенн Джиллет                |
| 2009      | кор | Растущий ужас                              | Growth                                       | Дэйв                        |
| 2010      | с   | Фишки. Деньги. Адвокаты                    | The Defenders                                | Рубен Чартерс               |
| 2011      | кор | Ночь маленького мертвеца                   | Night of the Little Dead                     | Дэйв-О                      |
| 2011      | с   | Основы студенческого юмора                 | CollegeHumor Originals                       | Гугл                        |
| 2012      | мс  | Шоу Кливленда                              | The Cleveland Show                           | Волшебный Джонсон           |
| 2014      | с   | Альфа-дом                                  | Alpha House                                  | Пенн Джиллет                |
| 2014      | с   | Пенн Джиллетт: Уличная магия               | Penn Jilette's Street Cred                   | Пенн Джиллет                |
| 2015      | с   | Американская семейка                       | Modern Family                                | Эдвард                      |
| 2015      | тф  | Акулий торнадо 3                           | Sharknado 3: Oh Hell No!                     | лейтенант-полковник Стило   |

## Музыка
- «Бонго, Бас и Боб», группа, которая состояла из Джиллетта, Роба Элка и Дина Дж. Сила, выпустившая один альбом:

«Never Mind the Sex Pistols, Here’s Bongos Bass and Bob! (What on Earth Were They Thinking?)» (1988).
- Капитан Хауди[англ.], группа, в составе которой играли Пенн Джиллетт и Марк Крамер[англ.], существовала до 1997 года и выпустила три альбома:

«The best Song Ever Written» (сингл, 1993);
«Tattoo of Blood» (альбом, 1994);
«Money Feeds My Music Machine» (альбом, 1997).
- «Spookshow» совместно с Адиль Омар.
- «The Horse You Rode In On» совместно с Pigface.

## Подкасты
- «Penn Radio» (январь 2006 — март 2007), радио-шоу.
- «Penn Says» (январь 2008 — апрель 2010), видеолог на Crackle.com.
- «Penn Point» (с мая 2010, последнее обновление в октябре 2011), видеолог на Revision3.com.
- «Penn’s Sunday School» (февраль 2012 — по настоящее время) на Pennsundayschool.com.